# Гельський шрифт
Гельський шрифт (ірл. cló Gaelach, [kɫ̪oː ˈɡeːɫ̪əx]) — термін, яким позначають сім'ю острівних шрифтів, розроблених для писання ірландською мовою. Їх використовували між XVI та XX століттями. Іноді всі гельські шрифти називають «кельтськими» або унціальними, хоча більшість гельських шрифтів не є унціальними. В Ірландії термін cló Gaelach вживають як протиставлення до терміна cló Rómhánach (себто романський шрифт). Іноді гельський шрифт називають ірландським. «Англо-саксонський» шрифт XVII ст. належить до цієї категорії, оскільки він, як і гельський/ірландський походить від рукописних шрифтів Ірландії.

## Характеристика

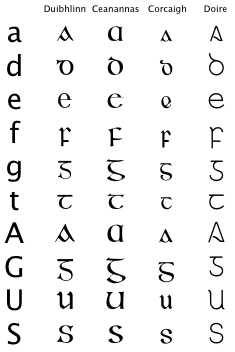
Огляд деяких гельських шрифтів

Окрім 26 літер латинської абетки гельський шрифт повинен містити всі голосні з гострим наголосом (Áá Éé Íí Óó Úú), набір приголосних із крапкою зверху (Ḃḃ Ċċ Ḋḋ Ḟḟ Ġġ Ṁṁ Ṗṗ Ṡṡ Ṫṫ), а також тиронський знак et «⁊», який в ірландській уживають замість сполучника agus. Гельські шрифти також часто містять острівні форми літер s та r, а деякі — також лігатури, які вживали у ранніх гельських рукописних текстах. Малу букву i пишуть без крапки (хоча вона не є відповідником турецької ı), а літери d, f, g та t мають острівні форми. Багато сучасних гельських шрифтів містять форми літер j, k, q, v, w, x, y та z, а також підтримують голосні, які вживають у інших кельтських мовах. Вони також розрізняють знаки & та ⁊ (як це є у традиційній типографії), хоча деякі сучасні шрифти помилково заміняють амперсанд тиронським знаком, оскільки обидва означають і (сполучник).

## Походження
Ірландська унціальна абетка походить із середньовічних рукописів як «острівний» варіант латинського письма. Перший гельський шрифт було укладено 1571 року для використання у катехизмі, що мало сприяти наверненню ірландців до протестантства, чого добивалася англійська королева Єлизавета I.

## Використання
Друкування цим шрифтом було загальноприйнятим у Ірландії до середини XX ст. Сьогодні ж його використовують переважно з декоративною метою; наприклад, чимало ірландських газет друкують свої назви на титульній сторінці гельським шрифтом, також він популярний у назвах пабів, вітальних листівок та реклами. Едвард Ллуйд у своїй праці про граматику корнської мови вживає приголосні з гельського шрифту на позначення звуків [ð] та [θ].

## Гельский шрифт у Юнікоді
Юнікод відносить гельський шрифт як варіант латинської абетки. Малу острівну літеру g (ᵹ) було додано у версії 4.1 як частину Phonetic Extensions block, оскільки ірландські мовознавці використовують її для позначення звука [ɣ]. Unicode 5.1 (2008) згодом додав велику літеру G (Ᵹ), а також велику й малу літери D, F, R, S, T; обернену острівну g не було додано, оскільки Едвард Ллуйд вжив її у своїй праці Archaeologia Britannica 1707 року як науковий правопис корнської мови.
- Ᵹ ᵹ острівна G (U+A77D, U+1D79)
- Ꝺ ꝺ острівна D (U+A779, U+A77A)
- Ꝼ ꝼ острівна F (U+A77B, U+A77C)
- Ꝿ ꝿ обернена острівна G (U+A77E, U+A77F)
- Ꞃ ꞃ острівна R (U+A782, U+A783)
- Ꞅ ꞅ острівна S (U+A784, U+A785)
- Ꞇ ꞇ острівна T (U+A786, U+A787)

## Приклади

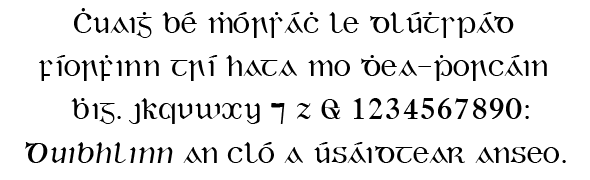
Duibhlinn (цифровий шрифт 1993 на основі Monotype Series 24 A, 1906)

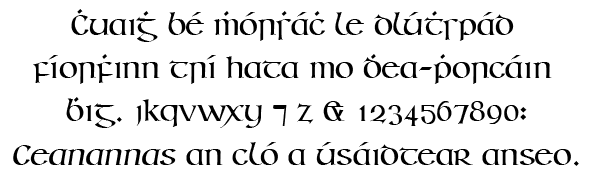
Ceanannas (цифровий шрифт 1993 на основі малюнків Келлської книги)

Друге речення:
Duibhlinn/Ceanannas an cló a úsáidtear anseo,

що означає «Duibhlinn/Ceannanas є шрифтом, який тут використали».

В другому реченні вжито короткі форми літер r та s; а в першому — довгі.

## Інші приклади

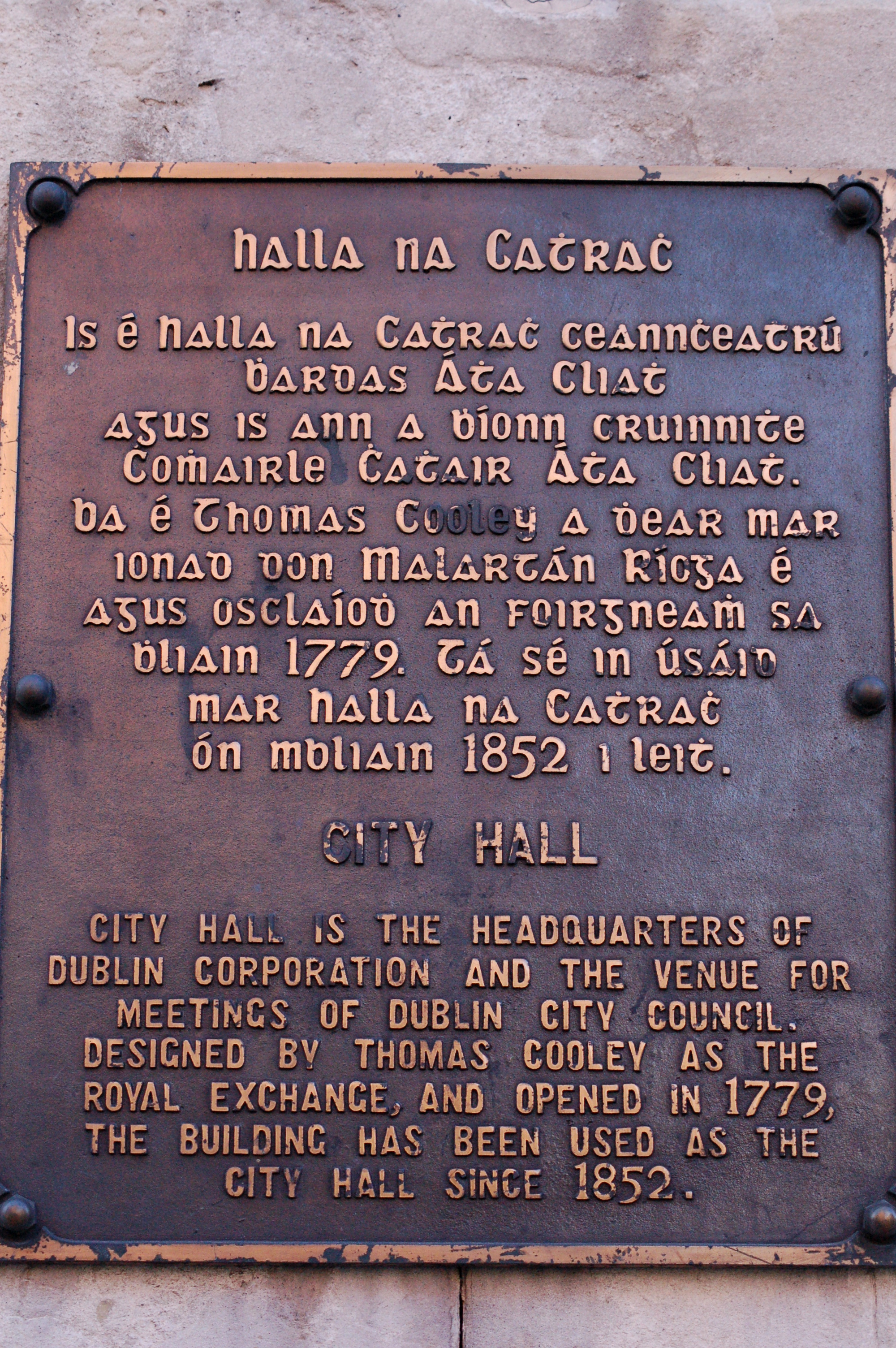
Гельський шрифт використано на дошці пошани, що висить на стіні мерії Дубліна, поблизу Дублінського замку.
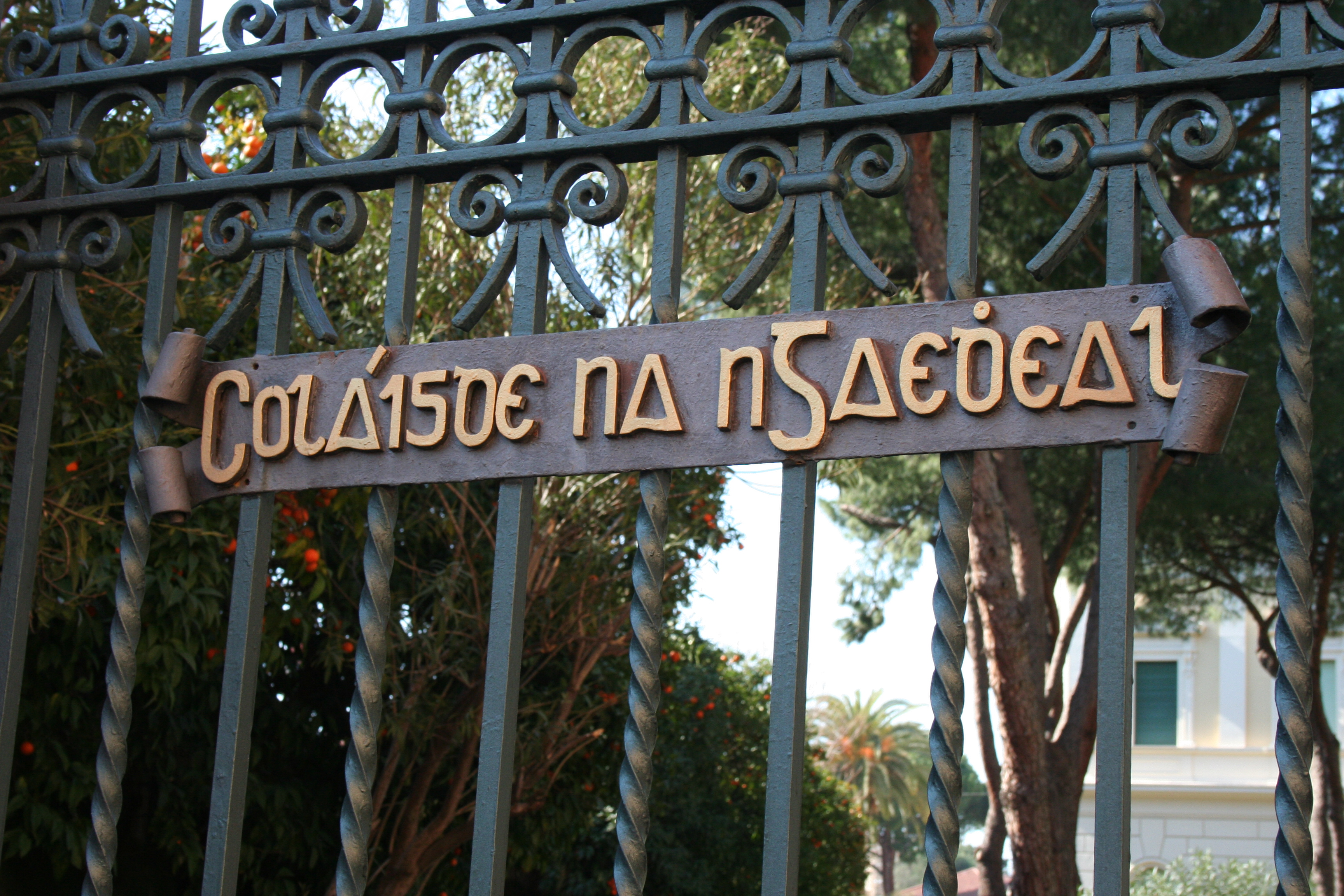
Гельський шрифт на коледжі понтифіків у Римі.
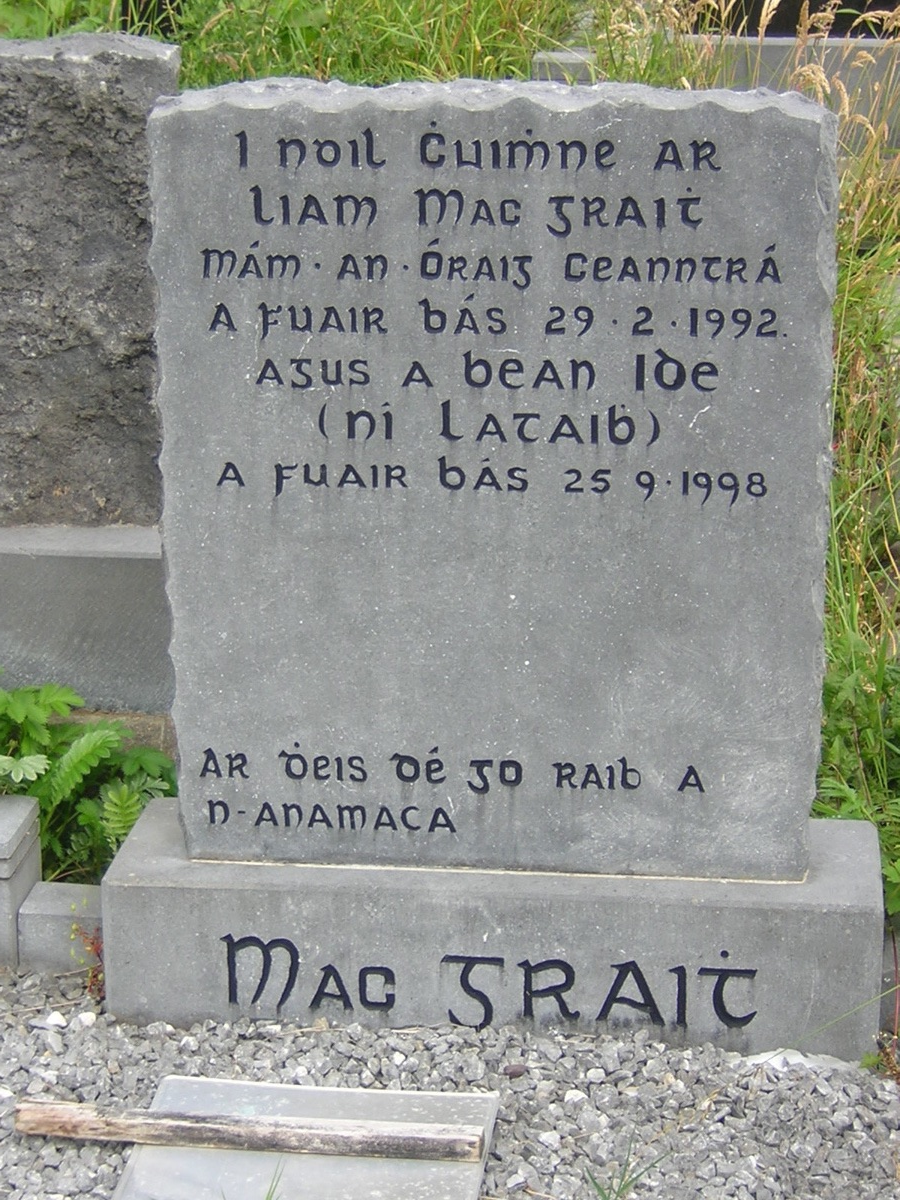
Гельський шрифт на надмогильному камені у Керрі
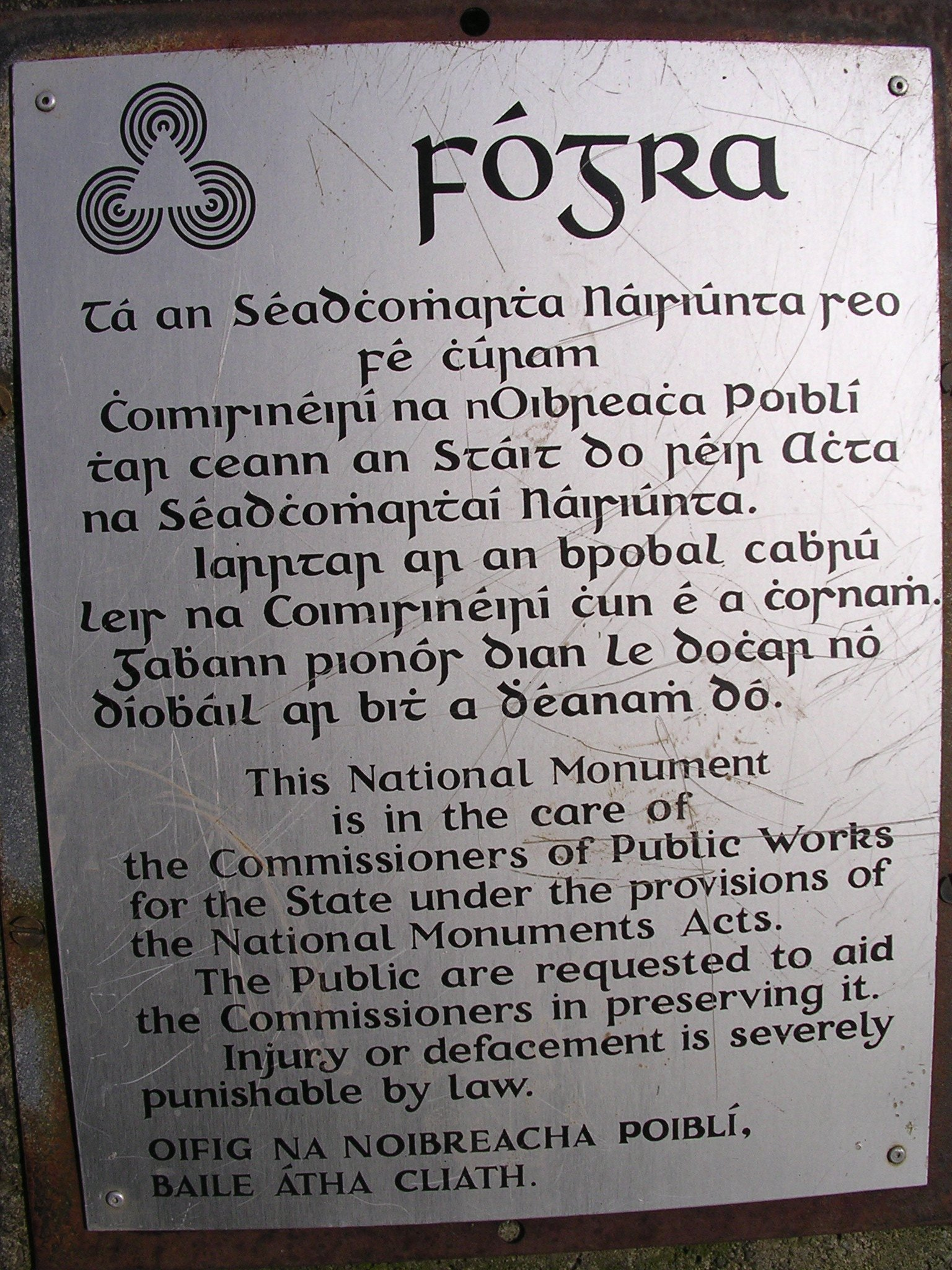
Гельський шрифт на ірландському національному пам'ятнику.